# Philoliche varipes
Philoliche varipes är en tvåvingeart som först beskrevs av Ricardo 1911.  Philoliche varipes ingår i släktet Philoliche och familjen bromsar. Inga underarter finns listade i Catalogue of Life.